# Полісадів-Шарлай Володимир Іонович
Володимир Іонович Поліса́дів-Шарлай (нар. 29 серпня 1883, Одеса — пом. після 1940 року, Південна Франція) — український живописець, скульптор і письменник, активний діяч української діаспори в Парижі у 1920-х роках.

## Біографія
Народився 17 [29] серпня 1883 року в місті Одесі (тепер Україна) в сім'ї штабскапітана російської імператорської армії. Дитинство провів в Україні. З 1899 року навчався у 1-му реальному училищі Санкт-Петербурга, після закінчення якого у 1902 році, служив прапорщиком у піхоті.
1911 року приїхав до Парижа, де у 1912—1914 роках кілька разів брав участь у виставках в Салоні незалежних. Протягом 1914—1923 років жив переважно у Швейцарії, виставляв свої картини у Лозанні 1918 року, Женеві 1922 року та Фрайбурзі 1923 року. 1923 року повернувся до Парижа і брав участь у виставках Осіннього салону 1924 року, салону Незалежних у 1925, 1926 та 1928 роках, у Міжнародній виставці декоративних мистецтв 1925 року. 1926 року заснував братство релігійних художників «Чорна біда (бідота)» (фр. La Misère-Noire). Малював карикатури в стилі середньовічних гравюр.
1927 року почав робити невеликі картини на склі (8Х10 см) для проєкції на великому екрані і назвав свій винахід «нерухомим мистецтвом екрану». У 1928 році представив свою творчість («Галерею українських праотців») у кінотеатрі Cinéma Latin на Лазурному березі. Ініціатор і голова Асоціації українських художників у Франції у 1928—1931 роках.
1931 року отримав французьке громадянство і у Швейцарії одружився з українкою-католичкою, після чого прийняв католицтво. Після одруження відійшов від громадського життя, писав ікони і картини на релігійні та містичні сюжети, комбінуючи візантійський стиль з футуристичними прийомами; створював скульптури та рельєфи. Написав серію картин, що зображають французьких, російських і британських солдатів у вигляді іконографічних святих. Створив серію малюнків і гравюр у стилі готичних мініатюр. Помер у Південній Франції після 1940 року.